# جون بولسون
جون بولسون (بالإنجليزية: John Paulson)‏ هو خبير مالي أمريكي، ولد في 14 ديسمبر 1955 في كوينز في الولايات المتحدة.

## وصلات خارجية
- جون بولسون على موقع مونزينجر (الألمانية)
- جون بولسون على موقع إن إن دي بي (الإنجليزية)